# Milan Đurić
Milan Đurić, solitamente traslitterato in Djurić (Tuzla, 22 maggio 1990), è un calciatore bosniaco, attaccante del Parma.

## Biografia
Nato da genitori serbo-bosniaci, si trasferisce con la famiglia a Pesaro nel 1991. Ha un fratello minore, Marco, anch'egli calciatore nelle serie minori italiane.

## Caratteristiche tecniche
È un centravanti molto forte fisicamente, abile soprattutto nel gioco aereo, nel proteggere palla e nel far salire la squadra.

## Carriera

### Club

#### Gli inizi
Incomincia il percorso professionale nelle giovanili della Vis Pesaro per poi passare, nel 2005, agli Allievi Regionali del San Marino. Nel 2006, infine, completa la sua formazione nella primavera del Cesena.

#### Cesena
Il 30 ottobre 2007 esordisce in prima squadra con i romagnoli, nella partita contro il Mantova. Qualche settimana dopo, segna il suo primo gol, al Frosinone. Durante la prima stagione da professionista, coincisa con la retrocessione del Cesena in Lega Pro Prima Divisione, prende parte a 24 gare.
La società romagnola lo conferma anche per la stagione successiva, conclusasi con il ritorno in Serie B.
Il 6 settembre 2009, Đurić segna un gol nella vittoria per 1-0 sul Cittadella, ripetendosi il 20 marzo 2010 nella partita vinta contro il Vicenza per 3-1. La stagione 2009-2010, durante la quale colleziona 28 presenze, si conclude con un'altra promozione, che sancisce il ritorno della società bianconera in Serie A dopo 19 stagioni.

#### I prestiti all'Ascoli e al Crotone
Nell'estate 2010 viene ceduto in comproprietà al Parma per essere, in seguito, ceduto in prestito all'Ascoli, in Serie B. Nel gennaio 2011, tuttavia, viene trasferito, sempre in prestito, al Crotone, dove rimane anche l'anno successivo. Nella partita del 19 novembre 2011 raggiunge le 100 presenze in Serie B.
Nella stagione 2010-2011 vince il "Top Gol Serie Bwin Awards", premio vinto grazie alla rete in rovesciata messa a segno nella gara contro l'Empoli.

#### I prestiti a Cremonese, Trapani e Cittadella
Il 18 luglio 2012 si trasferisce, sempre con la formula del prestito, alla Cremonese in Lega Pro. Il 15 luglio 2013, viene ingaggiato con la formula del prestito dai siciliani del Trapani, neopromossi per la prima volta nel campionato cadetto. Il 14 settembre 2013, realizza le sue due prime reti con la maglia granata, entrambe di testa, nel match interno contro la Reggina, vinto per 4-0.
L'ultimo giorno della finestra di mercato invernale, il 31 gennaio 2014, si trasferisce in prestito al Cittadella. Il 3 maggio segna le prime reti con i veneti, mettendo a segno una doppietta nel successo per 5-1 sul Varese, partita in cui mette a referto anche un assist.

#### Ritorno al Cesena
Al termine della stagione torna al Cesena, neopromosso in Serie A, e fa il suo debutto nella massima serie il 14 settembre 2014 in Lazio-Cesena 3-0, subentrando nell'intervallo a Alejandro Rodríguez. Realizza il suo primo gol in Serie A il 9 novembre 2014, firmando il pareggio momentaneo all'88º minuto della partita Chievo-Cesena 2-1.

#### Bristol City
Il 4 gennaio 2017 viene acquistato dal Bristol City, squadra inglese militante in Championship (seconda serie inglese), per una cifra vicina ai 2 milioni di euro, firmando un contratto fino al giugno 2019 con opzione per altri due anni.

#### Salernitana
Il 9 agosto 2018 fa ritorno in Italia dopo un anno e mezzo, venendo ingaggiato a titolo definitivo per 1 milione di euro dalla Salernitana, società di Serie B, firmando un contratto triennale. Il 30 marzo 2019 realizza la sua prima rete in maglia granata, nel definitivo 1-1 interno contro il Venezia. Il 13 aprile successivo si ripete, siglando ben tre reti nella partita vinta in casa per 4-2 dalla Salernitana, realizzando la sua prima tripletta in carriera ai danni del Cittadella, sua ex squadra.
L'anno successivo va per la prima volta in doppia cifra in carriera realizzando 10 reti.
Dopo aver raggiunto la promozione in massima serie con i campani al termine della stagione 2020-2021, torna a segnare in Serie A il 2 ottobre 2021 decidendo la sfida contro il Genoa (1-0). Il 19 febbraio 2022 è autore di un gol e di un assist contro il Milan, che permettono alla Salernitana di continuare la lotta alla salvezza con un pareggio. Il 12 marzo segna il gol del 2-2 contro il Sassuolo di testa a 10 minuti dalla fine. Saranno 5 i gol e gli assist collezionati in questa stagione. Complessivamente, con la maglia della Salernitana ha messo insieme 132 presenze e 29 gol.

#### Hellas Verona e Monza
Rimasto svincolato dopo aver raggiunto la salvezza con i granata, firma un contratto triennale con il Verona. Il 4 gennaio 2023 segna la sua prima rete con i veneti, siglando il momentaneo vantaggio in casa del Torino, nella partita conclusasi sull'1-1..
Il 26 gennaio 2024 viene acquistato a titolo definitivo dal Monza, con cui sottoscrive un contratto valido fino al 30 giugno 2026. Sigla la sua prima rete con i brianzoli il 7 aprile nella sfida casalinga contro il Napoli, segnando di testa il provvisorio 1-0 nella partita vinta dalla compagine partenopea per 2-4. Il 4 maggio segna la sua prima doppietta in massima serie, firmando entrambe le reti del pareggio casalingo contro la Lazio (2-2).

#### Parma
Il 22 gennaio 2025 viene acquistato a titolo definitivo dal Parma, con cui sottoscrive un contratto valido fino al 30 giugno 2026. Esordisce con i parmensi il 26 gennaio seguente, nella partita di campionato persa in casa del Milan (2-3). Sfortunatamente si fa male contro il Cagliari il 9 febbraio e il tecnico Pecchia ne annuncia inizialmente la fine della stagione causa un lungo infortunio. Tuttavia torna disponibile verso fine marzo e segna la sua prima rete con i crociati il 10 maggio successivo, nella sconfitta per 2-1 sul campo dell'Empoli.

### Nazionale
Ha esordito con la maglia della Bosnia ed Erzegovina under 21 nel giugno 2012 contando 4 apparizioni e 6 reti.
Nel marzo 2015 viene convocato per la prima volta dalla nazionale bosniaca dopo le buone prestazioni fatte con la maglia del Cesena, convincendo così il nuovo CT. della nazionale Mehmed Baždarević alla convocazione. Debutta ufficialmente contro l'Andorra, il 28 marzo 2015 subentrando al 67º minuto a Vedad Ibišević. Il 10 ottobre 2015 segna la sua prima rete in nazionale e il momentaneo vantaggio sul Galles con un preciso colpo di testa, si ripete tre giorni dopo a Nicosia, contro Cipro segnando sempre di testa, nella vittoria esterna della Bosnia.

## Statistiche

### Presenze e reti nei club
Statistiche aggiornate al 10 maggio 2025.
| Stagione            | Squadra             | Campionato          | Campionato | Campionato | Coppe nazionali | Coppe nazionali | Coppe nazionali | Coppe continentali | Coppe continentali | Coppe continentali | Altre coppe | Altre coppe | Altre coppe | Totale | Totale |
| Stagione            | Squadra             | Comp                | Pres       | Reti       | Comp            | Pres            | Reti            | Comp               | Pres               | Reti               | Comp        | Pres        | Reti        | Pres   | Reti   |
| ------------------- | ------------------- | ------------------- | ---------- | ---------- | --------------- | --------------- | --------------- | ------------------ | ------------------ | ------------------ | ----------- | ----------- | ----------- | ------ | ------ |
| 2007-2008           | Cesena              | B                   | 24         | 2          | CI              | 0               | 0               | -                  | -                  | -                  | -           | -           | -           | 24     | 2      |
| 2008-2009           | Cesena              | 1D                  | 21         | 3          | CI+CI-LP        | 1+2             | 0               | -                  | -                  | -                  | -           | -           | -           | 24     | 3      |
| 2009-2010           | Cesena              | B                   | 27         | 3          | CI              | 2               | 1               | -                  | -                  | -                  | -           | -           | -           | 29     | 4      |
| 2010-gen. 2011      | Ascoli              | B                   | 17         | 2          | CI              | 0               | 0               | -                  | -                  | -                  | -           | -           | -           | 17     | 2      |
| gen.-giu. 2011      | Crotone             | B                   | 16         | 5          | CI              | 0               | 0               | -                  | -                  | -                  | -           | -           | -           | 16     | 5      |
| 2011-2012           | Crotone             | B                   | 29         | 2          | CI              | 3               | 2               | -                  | -                  | -                  | -           | -           | -           | 32     | 4      |
| Totale Crotone      | Totale Crotone      | Totale Crotone      | 45         | 7          |                 | 3               | 2               |                    | -                  | -                  |             | -           | -           | 48     | 9      |
| 2012-2013           | Cremonese           | 1D                  | 20         | 3          | CI+CI-LP        | 3+1             | 1+0             | -                  | -                  | -                  | -           | -           | -           | 24     | 4      |
| 2013-gen. 2014      | Trapani             | B                   | 13         | 3          | CI              | 2               | 0               | -                  | -                  | -                  | -           | -           | -           | 15     | 3      |
| gen.-giu. 2014      | Cittadella          | B                   | 15         | 4          | CI              | 0               | 0               | -                  | -                  | -                  | -           | -           | -           | 15     | 4      |
| 2014-2015           | Cesena              | A                   | 28         | 2          | CI              | 2               | 1               | -                  | -                  | -                  | -           | -           | -           | 30     | 3      |
| 2015-2016           | Cesena              | B                   | 26+1       | 7+0        | CI              | 1               | 1               | -                  | -                  | -                  | -           | -           | -           | 28     | 8      |
| 2016-gen. 2017      | Cesena              | B                   | 19         | 6          | CI              | 2               | 0               | -                  | -                  | -                  | -           | -           | -           | 21     | 6      |
| Totale Cesena       | Totale Cesena       | Totale Cesena       | 145+1      | 23+0       |                 | 10              | 3               |                    | -                  | -                  |             | -           | -           | 156    | 26     |
| gen.-giu. 2017      | Bristol City        | FLC                 | 11         | 2          | FACup+CdL       | 3+0             | 0               | -                  | -                  | -                  | -           | -           | -           | 14     | 2      |
| 2017-2018           | Bristol City        | FLC                 | 16         | 3          | FACup+CdL       | 1+0             | 1               | -                  | -                  | -                  | -           | -           | -           | 17     | 4      |
| Totale Bristol City | Totale Bristol City | Totale Bristol City | 27         | 5          |                 | 4               | 1               |                    | -                  | -                  |             | -           | -           | 31     | 6      |
| 2018-2019           | Salernitana         | B                   | 26+2       | 6+1        | CI              | 0               | 0               | -                  | -                  | -                  | -           | -           | -           | 28     | 7      |
| 2019-2020           | Salernitana         | B                   | 33         | 12         | CI              | 0               | 0               | -                  | -                  | -                  | -           | -           | -           | 33     | 12     |
| 2020-2021           | Salernitana         | B                   | 35         | 5          | CI              | 1               | 0               | -                  | -                  | -                  | -           | -           | -           | 36     | 5      |
| 2021-2022           | Salernitana         | A                   | 33         | 5          | CI              | 2               | 0               | -                  | -                  | -                  | -           | -           | -           | 35     | 5      |
| Totale Salernitana  | Totale Salernitana  | Totale Salernitana  | 127+2      | 28+1       |                 | 3               | 0               |                    | -                  | -                  |             | -           | -           | 132    | 29     |
| 2022-2023           | Verona              | A                   | 28+1       | 1+0        | CI              | 1               | 0               | -                  | -                  | -                  | -           | -           | -           | 30     | 1      |
| 2023-gen. 2024      | Verona              | A                   | 20         | 5          | CI              | 1               | 1               | -                  | -                  | -                  | -           | -           | -           | 21     | 6      |
| Totale Verona       | Totale Verona       | Totale Verona       | 48+1       | 6          |                 | 2               | 1               |                    | -                  | -                  |             | -           | -           | 51     | 7      |
| gen.-giu. 2024      | Monza               | A                   | 17         | 4          | -               | -               | -               | -                  | -                  | -                  | -           | -           | -           | 17     | 4      |
| 2024-gen. 2025      | Monza               | A                   | 18         | 4          | CI              | 0               | 0               | -                  | -                  | -                  | -           | -           | -           | 18     | 4      |
| Totale Monza        | Totale Monza        | Totale Monza        | 35         | 8          |                 | 0               | 0               |                    | -                  | -                  |             | -           | -           | 35     | 8      |
| gen.-giu. 2025      | Parma               | A                   | 8          | 1          | CI              | -               | -               | -                  | -                  | -                  | -           | -           | -           | 8      | 1      |
| Totale carriera     | Totale carriera     | Totale carriera     | 504        | 91         |                 | 28              | 8               |                    | -                  | -                  |             | -           | -           | 532    | 99     |

### Cronologia presenze e reti in nazionale
| Cronologia completa delle presenze e delle reti in nazionale ― Bosnia ed Erzegovina | Cronologia completa delle presenze e delle reti in nazionale ― Bosnia ed Erzegovina | Cronologia completa delle presenze e delle reti in nazionale ― Bosnia ed Erzegovina | Cronologia completa delle presenze e delle reti in nazionale ― Bosnia ed Erzegovina | Cronologia completa delle presenze e delle reti in nazionale ― Bosnia ed Erzegovina | Cronologia completa delle presenze e delle reti in nazionale ― Bosnia ed Erzegovina | Cronologia completa delle presenze e delle reti in nazionale ― Bosnia ed Erzegovina | Cronologia completa delle presenze e delle reti in nazionale ― Bosnia ed Erzegovina |
| Data                                                                                | Città                                                                               | In casa                                                                             | Risultato                                                                           | Ospiti                                                                              | Competizione                                                                        | Reti                                                                                | Note                                                                                |
| ----------------------------------------------------------------------------------- | ----------------------------------------------------------------------------------- | ----------------------------------------------------------------------------------- | ----------------------------------------------------------------------------------- | ----------------------------------------------------------------------------------- | ----------------------------------------------------------------------------------- | ----------------------------------------------------------------------------------- | ----------------------------------------------------------------------------------- |
| 28-3-2015                                                                           | Andorra la Vella                                                                    | Andorra                                                                             | 0 – 3                                                                               | Bosnia ed Erzegovina                                                                | Qual. Euro 2016                                                                     | -                                                                                   | 67’                                                                                 |
| 6-9-2015                                                                            | Zenica                                                                              | Bosnia ed Erzegovina                                                                | 3 – 0                                                                               | Andorra                                                                             | Qual. Euro 2016                                                                     | -                                                                                   | 21’                                                                                 |
| 10-10-2015                                                                          | Zenica                                                                              | Bosnia ed Erzegovina                                                                | 2 – 0                                                                               | Galles                                                                              | Qual. Euro 2016                                                                     | 1                                                                                   | 61’                                                                                 |
| 13-10-2015                                                                          | Nicosia                                                                             | Cipro                                                                               | 2 – 3                                                                               | Bosnia ed Erzegovina                                                                | Qual. Euro 2016                                                                     | 1                                                                                   | 60’ 69’                                                                             |
| 13-11-2015                                                                          | Zenica                                                                              | Bosnia ed Erzegovina                                                                | 1 – 1                                                                               | Irlanda                                                                             | Qual. Euro 2016                                                                     | -                                                                                   | 73’                                                                                 |
| 16-11-2015                                                                          | Dublino                                                                             | Irlanda                                                                             | 2 – 0                                                                               | Bosnia ed Erzegovina                                                                | Qual. Euro 2016                                                                     | -                                                                                   | 69’ 90+3’                                                                           |
| 25-3-2016                                                                           | Lussemburgo                                                                         | Lussemburgo                                                                         | 0 – 3                                                                               | Bosnia ed Erzegovina                                                                | Amichevole                                                                          | 1                                                                                   |                                                                                     |
| 29-5-2016                                                                           | San Gallo                                                                           | Spagna                                                                              | 3 – 1                                                                               | Bosnia ed Erzegovina                                                                | Amichevole                                                                          | -                                                                                   | 22’ 78’                                                                             |
| 3-6-2016                                                                            | Toyota                                                                              | Bosnia ed Erzegovina                                                                | 2 – 2 (4 – 3 dtr)                                                                   | Danimarca                                                                           | Kirin Cup                                                                           | 2                                                                                   | 29’ 89’                                                                             |
| 7-6-2016                                                                            | Suita                                                                               | Giappone                                                                            | 1 – 2                                                                               | Bosnia ed Erzegovina                                                                | Kirin Cup                                                                           | 2                                                                                   | 76’                                                                                 |
| 6-9-2016                                                                            | Zenica                                                                              | Bosnia ed Erzegovina                                                                | 5 – 0                                                                               | Estonia                                                                             | Qual. Mondiali 2018                                                                 | -                                                                                   | 81’                                                                                 |
| 7-10-2016                                                                           | Bruxelles                                                                           | Belgio                                                                              | 4 – 0                                                                               | Bosnia ed Erzegovina                                                                | Qual. Mondiali 2018                                                                 | -                                                                                   | 64’                                                                                 |
| 10-10-2016                                                                          | Zenica                                                                              | Bosnia ed Erzegovina                                                                | 2 – 0                                                                               | Cipro                                                                               | Qual. Mondiali 2018                                                                 | -                                                                                   | 64’ 81’                                                                             |
| 13-11-2016                                                                          | Atene                                                                               | Grecia                                                                              | 1 – 1                                                                               | Bosnia ed Erzegovina                                                                | Qual. Mondiali 2018                                                                 | -                                                                                   | 84’                                                                                 |
| 11-10-2020                                                                          | Zenica                                                                              | Bosnia ed Erzegovina                                                                | 0 – 0                                                                               | Paesi Bassi                                                                         | UEFA Nations League 2020-2021 - 1º turno                                            | -                                                                                   | 61’                                                                                 |
| Totale                                                                              |                                                                                     | Presenze                                                                            | 15                                                                                  |                                                                                     | Reti                                                                                | 7                                                                                   |                                                                                     |

| Cronologia completa delle presenze e delle reti in nazionale ― Bosnia ed Erzegovina under 21 | Cronologia completa delle presenze e delle reti in nazionale ― Bosnia ed Erzegovina under 21 | Cronologia completa delle presenze e delle reti in nazionale ― Bosnia ed Erzegovina under 21 | Cronologia completa delle presenze e delle reti in nazionale ― Bosnia ed Erzegovina under 21 | Cronologia completa delle presenze e delle reti in nazionale ― Bosnia ed Erzegovina under 21 | Cronologia completa delle presenze e delle reti in nazionale ― Bosnia ed Erzegovina under 21 | Cronologia completa delle presenze e delle reti in nazionale ― Bosnia ed Erzegovina under 21 | Cronologia completa delle presenze e delle reti in nazionale ― Bosnia ed Erzegovina under 21 |
| Data                                                                                         | Città                                                                                        | In casa                                                                                      | Risultato                                                                                    | Ospiti                                                                                       | Competizione                                                                                 | Reti                                                                                         | Note                                                                                         |
| -------------------------------------------------------------------------------------------- | -------------------------------------------------------------------------------------------- | -------------------------------------------------------------------------------------------- | -------------------------------------------------------------------------------------------- | -------------------------------------------------------------------------------------------- | -------------------------------------------------------------------------------------------- | -------------------------------------------------------------------------------------------- | -------------------------------------------------------------------------------------------- |
| 1-6-2012                                                                                     | Sarajevo                                                                                     | Bosnia ed Erzegovina under 21                                                                | 3 – 0                                                                                        | Bielorussia under 21                                                                         | Qual. Europeo Under-21 2013                                                                  | 1                                                                                            | 79’                                                                                          |
| 6-6-2012                                                                                     | Sarajevo                                                                                     | Bosnia ed Erzegovina under 21                                                                | 3 – 1                                                                                        | San Marino under 21                                                                          | Qual. Europeo Under-21 2013                                                                  | 1                                                                                            |                                                                                              |
| 7-9-2012                                                                                     | Sarajevo                                                                                     | Bosnia ed Erzegovina under 21                                                                | 4 – 0                                                                                        | Grecia under 21                                                                              | Qual. Europeo Under-21 2013                                                                  | 1                                                                                            | 60’                                                                                          |
| 10-9-2012                                                                                    | Sarajevo                                                                                     | Bosnia ed Erzegovina under 21                                                                | 4 – 4                                                                                        | Germania under 21                                                                            | Qual. Europeo Under-21 2013                                                                  | 3                                                                                            | 80’                                                                                          |
| Totale                                                                                       |                                                                                              | Presenze                                                                                     | 4                                                                                            |                                                                                              | Reti                                                                                         | 6                                                                                            |                                                                                              |

## Palmarès

### Club
- Lega Pro Prima Divisione: 1

Cesena: 2008-2009

### Nazionale
- Kirin Cup: 1

Japan 2016

### Individuale
- Best player Kirin Cup: 1

2016